# Carl Lebmacher

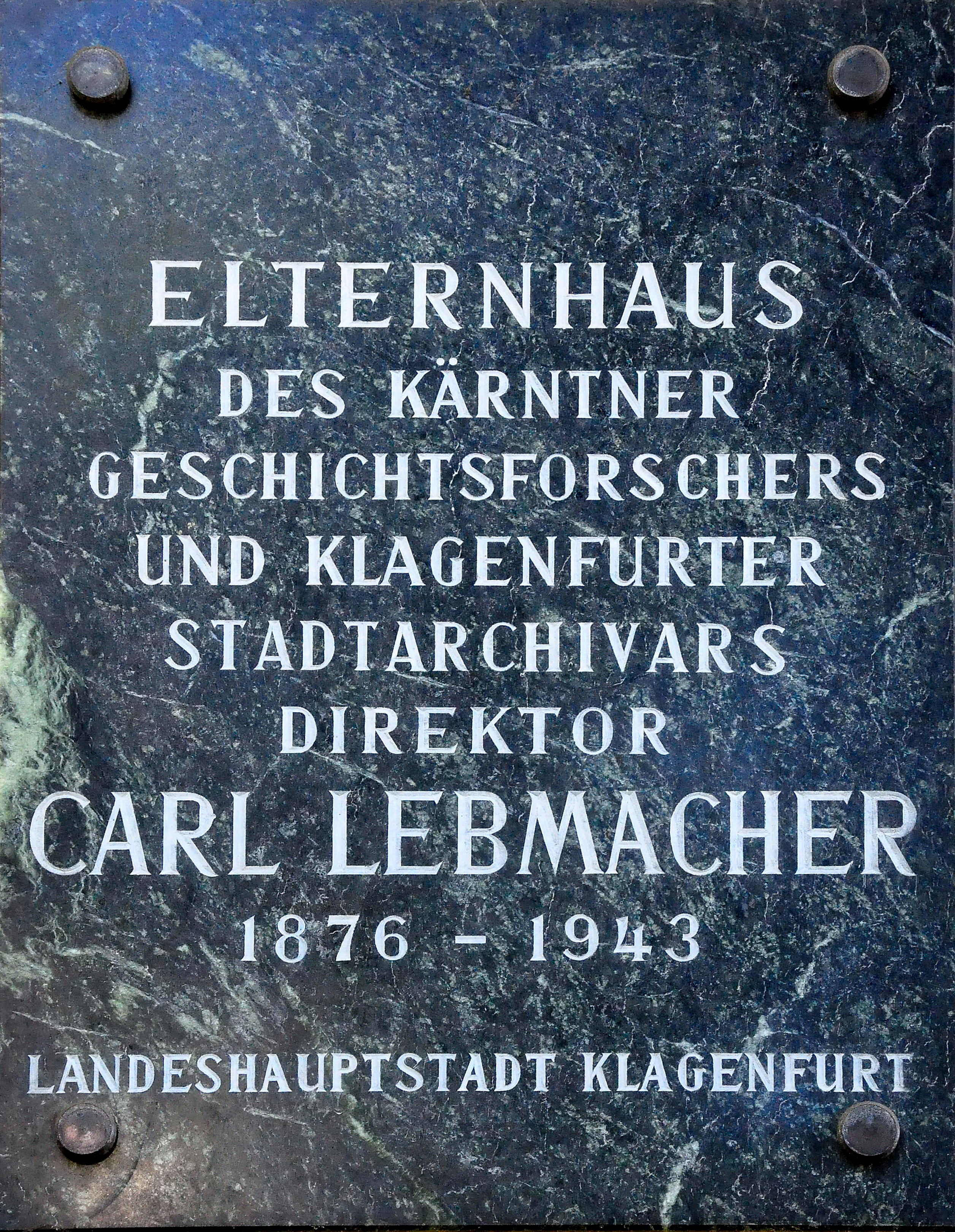
Gedenktafel für Carl Lebmacher an seinem Elternhaus in Klagenfurt, Feldkircher Straße 29

Carl Lebmacher (* 30. Juni 1876 in Kirschentheuer im Rosental (Kärnten); † 5. Dezember 1943 in Klagenfurt) war ein österreichischer Heimatforscher.
Carl Lebmacher, Sohn eines Straßenmeisters, wuchs in Klagenfurt auf. Er war im Verwaltungsdienst der Stadt Klagenfurt tätig und trat 1943 mit dem Titel eines Kanzleidirektors in den Ruhestand. Darüber hinaus wirkte er aber ehrenamtlich im Stadtarchiv bis zu seinem Tode. Das Stadtarchiv hatte er bereits während seiner Berufstätigkeit neben seinen Dienstaufgaben betreut. Er veröffentlichte zahlreiche Aufsätze zu lokal-, handwerks- und familiengeschichtlichen sowie volkskundlichen Themen.